# Nomenclátor euskérico de Navarra
El Nomenclátor euskérico de Navarra (abreviado como NEN) es una recopilación de topónimos en lengua vasca de la Comunidad Foral de Navarra, realizado entre 1987 y 1989 por una comisión de la Real Academia de la Lengua Vasca por encargo del Gobierno de Navarra.
Este trabajo fue la base de la toponimia oficial de la zona vascófona de Navarra, tal y como se publicó en el Decreto Foral 16/1989, de 19 de enero. Además de los topónimos oficiales actuales, recoge las variantes históricas de los topónimos que aparecen en la documentación antigua.
Fue publicado en formato libro como: 
Real Academia de la Lengua Vasca (1991): Nafarroako Herri Izendegia - Nomenclátor euskérico de Navarra. Pamplona: Gobierno de Navarra. Fondo de Publicaciones. ISBN 978-84-235-0959-1.
La toponimia oficial actualizada de Navarra, que puede haber cambiado con respecto a lo recomendado en este documento, puede consultarse con el Visor Geográfico de Toponimia Oficial de Navarra.